# Smith & Wesson Bodyguard

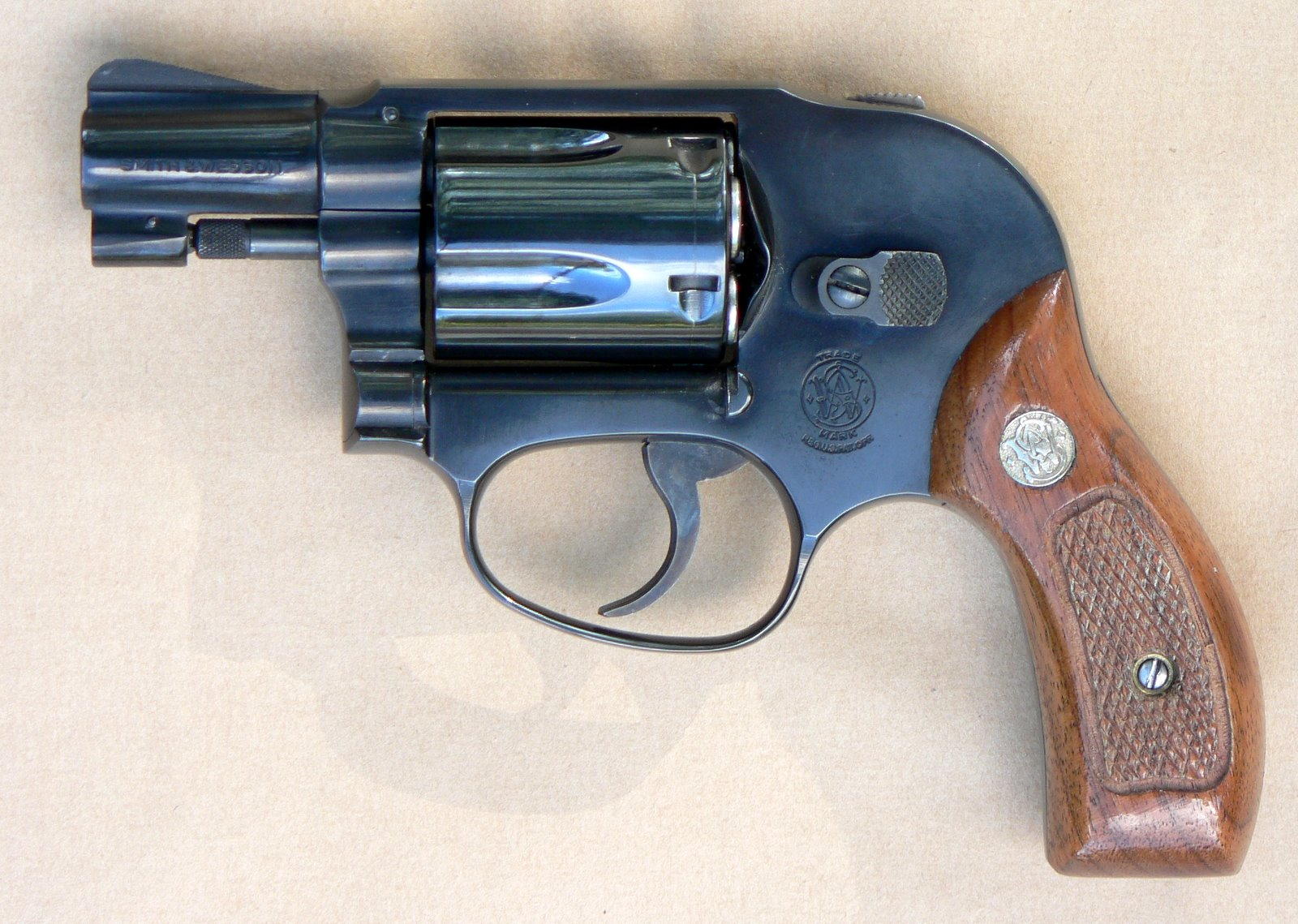
Smith & Wesson Bodyguard .38 Special

El  Smith & Wesson Bodyguard (guardaespaldas) es una familia de pequeños revólveres con martillo oculto fabricados por Smith & Wesson. Están disponibles para los cartuchos .38 Special o .357 Magnum.

## Modelos

### Modelo 38
El Modelo 38 tiene un armazón de aluminio, un tambor y cañón de acero al carbono con una capacidad de cinco cartuchos, el cual dispara el .38 Special.

### Modelo 49
El Modelo 49 es de armazón completamente en acero al carbono. Dispara el .38 Special.

### Modelo 638
Con armazón de aluminio y tambor y cañón de acero inoxidable. Dispara el .38 Special.

### Modelo 649
Con armazón en acero inoxidable. Dispara el .357 Magnum o el .38 Special.

## Historia y uso
Clyde A. Tolson, ayudante especial del jefe del FBI,  J. Edgar Hoover, poseyó un Modelo 38 Airweight, con número de serie 512236, y su nombre grabado a un lado.
Nguyễn Ngọc Loan, el jefe de la Policía Nacional de Vietnam del Sur, fue fotografiado utilizando un Modelo 38 Bodyguard para ejecutar a un prisionero del Viet Cong, Nguyễn Văn Lém, durante la Ofensiva del Tet de 1968. La imagen, hizo ganar el Premio Pulitzer al fotógrafo Eddie Adams.